# The Chronological Classics: Oscar Pettiford 1951-1954
The Chronological Classics: Oscar Pettiford 1951-1954 è un album raccolta di Oscar Pettiford, pubblicato dalla Classics Records nel 2006.

## Tracce
1. Swingin' 'Til the Girls Come Home – 2:52 (Jon Hendricks, Oscar Pettiford) – Registrato il 28 aprile 1951 a New York
2. Bei Mir Bist Du Schön – 3:03 (Saul Chaplin, Jacob Jacobs, Sammy Cahn) – Registrato il 28 aprile 1951 a New York
3. Cello Again – 2:39 (Oscar Pettiford) – Registrato il 21 febbraio 1952 a New York
4. Ah-Dee-Dong Blues (Oriental Cello Blues) – 2:32 (Oscar Pettiford) – Registrato il 21 febbraio 1952 a New York
5. Sonny Boy – 2:55 (Buddy G. De Sylva, Lew Brown, Ray Henderson, Al Jolson) – Registrato il 21 febbraio 1952 a New York
6. I'm Beginning to See the Light – 2:53 (Harry James, Duke Ellington, Johnny Hodges, Don George) – Registrato il 21 febbraio 1952 a New York
7. Too Marvelous for Words – 3:06 (Johnny Mercer, Whiting) – Registrato nel giugno del 1953 a Los Angeles (California)
8. Monti Cello – 2:28 (Harry Babasin, Oscar Pettiford) – Registrato nel giugno del 1953 a Los Angeles (California)
9. In a Cello Mood – 3:22 (Harry Babasin, Oscar Pettiford) – Registrato nel giugno del 1953 a Los Angeles (California)
10. Blues in the Closet – 3:16 (Oscar Pettiford) – Registrato nel giugno del 1953 a Los Angeles (California)
11. Tamalpais – 3:56 (Oscar Pettiford) – Registrato il 29 dicembre 1953 a New York
12. The Pendulum at Falcon's Lair – 4:46 (Oscar Pettiford) – Registrato il 29 dicembre 1953 a New York
13. Jack the Fieldstalker – 4:36 (Oscar Pettiford) – Registrato il 29 dicembre 1953 a New York
14. Stockholm Sweetin' – 4:16 (Quincy Jones) – Registrato il 29 dicembre 1953 a New York
15. Low and Behold – 3:31 (Oscar Pettiford) – Registrato il 29 dicembre 1953 a New York
16. Burt's Pad – 9:45 (Henri Renaud) – Registrato il 21 marzo 1954 a New York
17. Marcel the Furrier – 6:00 (Henri Renaud) – Registrato il 21 marzo 1954 a New York
18. Ondine – 3:10 (Leonard Feather) – Registrato il 21 marzo 1954 a New York
19. Stardust – 5:08 (Hoagy Carmichael, Mitchell Parish) – Registrato il 21 marzo 1954 a New York

## Musicisti
Brani 1 e 2 (Oscar Pettiford His Cello and Orkette)
- Oscar Pettiford - violoncello, leader
- Howard McGhee - tromba
- Joe Roland - vibrafono
- Kenny Drew - pianoforte
- Tommy Potter - contrabbasso
- Art Taylor - batteria

Brani 3, 4, 5 e 6
- Oscar Pettiford - violoncello, leader
- Billy Taylor - pianoforte
- Charles Mingus - contrabbasso
- Charlie Smith - batteria

Brani 7, 8, 9 e 10 (Oscar Pettiford and His Jazz All Stars)
- Oscar Pettiford - violoncello
- Harry Babasin - violoncello
- Arnold Ross - pianoforte
- Joe Comfort - contrabbasso
- Alvin Stoller - batteria

Brani 11, 12, 13, 14 e 15 (The New Oscar Pettiford Sextet)
- Oscar Pettiford - violoncello
- Oscar Pettiford - contrabbasso (solo nel brano: 11)
- Phil Urso - sassofono tenore
- Julius Watkins - corno francese
- Walter Bishop Jr. - pianoforte
- Charles Mingus - contrabbasso
- Percy Brice - batteria
- Quincy Jones - arrangiamenti

Brani 16, 17, 18 e 19 (Oscar Pettiford Sextet)
- Oscar Pettiford - contrabbasso, violoncello
- Al Cohn - sassofono tenore
- Henri Renaud - pianoforte
- Kai Winding - trombone
- Tal Farlow - chitarra
- Max Roach - batteria[2]